# 금천중학교 (충북)
금천중학교(金川中學校)는 대한민국 충청북도 청주시 상당구 금천동에 있는 공립 중학교이다.

## 학교 연혁
- 2002년 8월 20일 : 금천중학교 36학급 설립인가
- 2005년 3월 1일 : 금천중학교 개교 및 초대 김상희 교장 취임
- 2005년 4월 27일 : 개교식(개교기념일)
- 2008년 2월 13일 : 제1회 졸업식(524명)
- 2024년 8월 29일 : 제35회 CBS배 전국중고배구대회 우승
- 2024년 9월 1일 : 제9대 김월현 교장 부임
- 2025년 1월 7일 : 제18회 졸업(303명, 누계 6,730명)

## 참고 자료
- 금천중학교 - 한국교육학술정보원 학교알리미